# Lepidagathis dicomoides
Lepidagathis dicomoides är en akantusväxtart som beskrevs av Hutchinson. Lepidagathis dicomoides ingår i släktet Lepidagathis och familjen akantusväxter. Inga underarter finns listade i Catalogue of Life.